# القمة الخليجية الاستثنائية (2019)
القمة الخليجية الاستثنائية 2019 أو القمة الخليجية الاستثنائية الثانية، عقدت القمة في يوم الخميس 30 مايو 2019 في مكة المكرمة، بالمملكة العربية السعودية، برئاسة خادم الحرمين الشريفين الملك سلمان بن عبد العزيز آل سعود ملك المملكة العربية السعودية، وفي القمة تم بحث التدخلات الإيرانية في المنطقة، بعد الهجوم على سفن تجارية قرب المياه الإقليمية لدولة الإمارات العربية المتحدة، وهجوم الحوثييين على محطتي ضخ نفطيتين بالسعودية.

## المشاركون

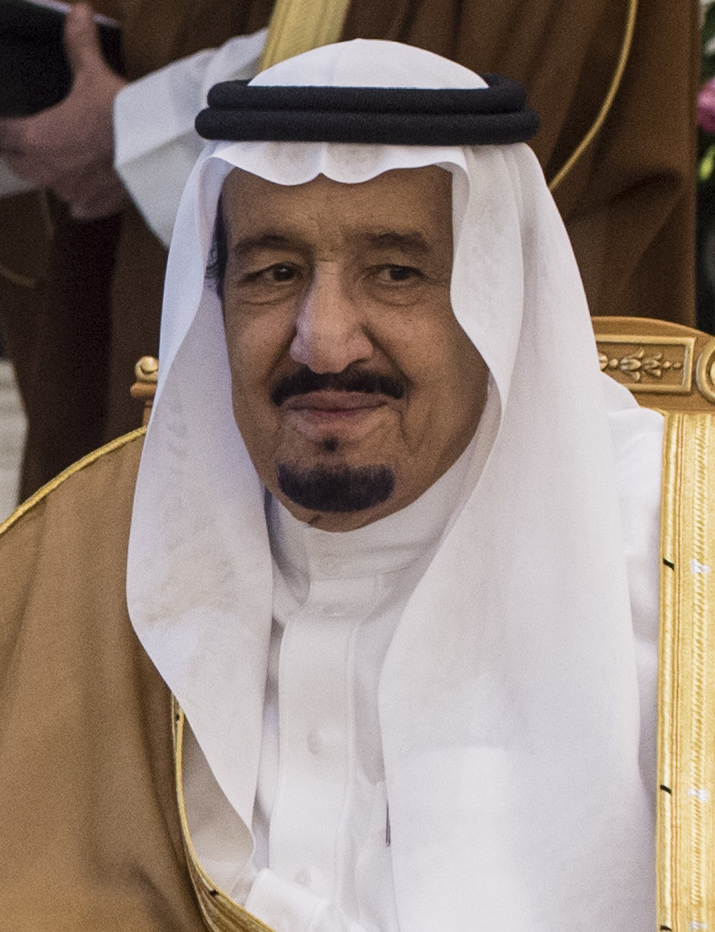
السعودية خادم الحرمين الشريفين الملك سلمان بن عبدالعزيز آل سعود ملك المملكة العربية السعودية (رئيس الأجتماع)
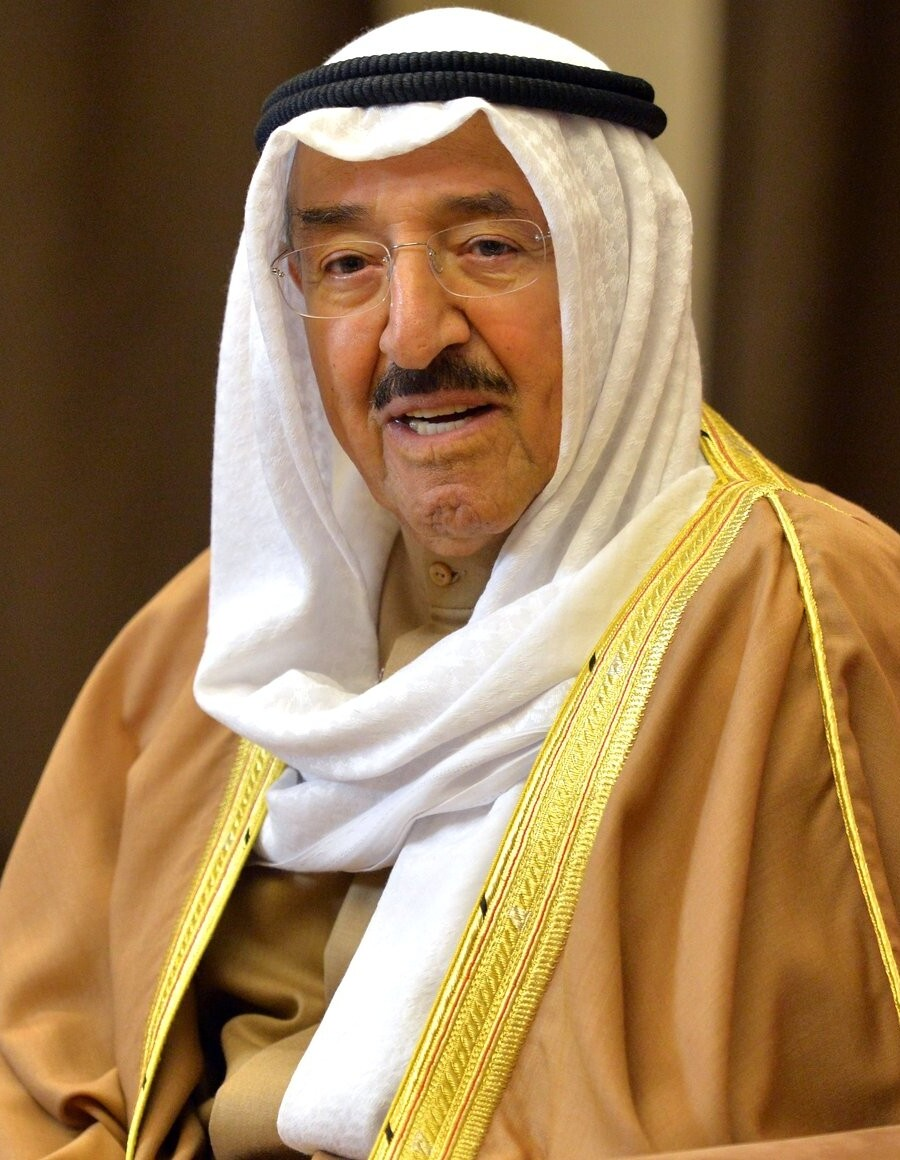
الكويت صاحب السمو الشيخ صباح الأحمد الجابر الصباح أمير دولة الكويت
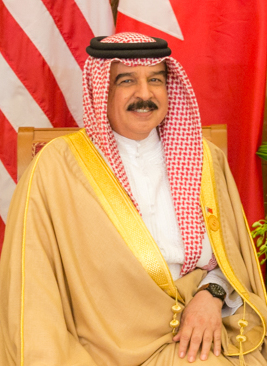
البحرين صاحب الجلالة الملك حمد بن عيسى آل خليفة ملك مملكة البحرين
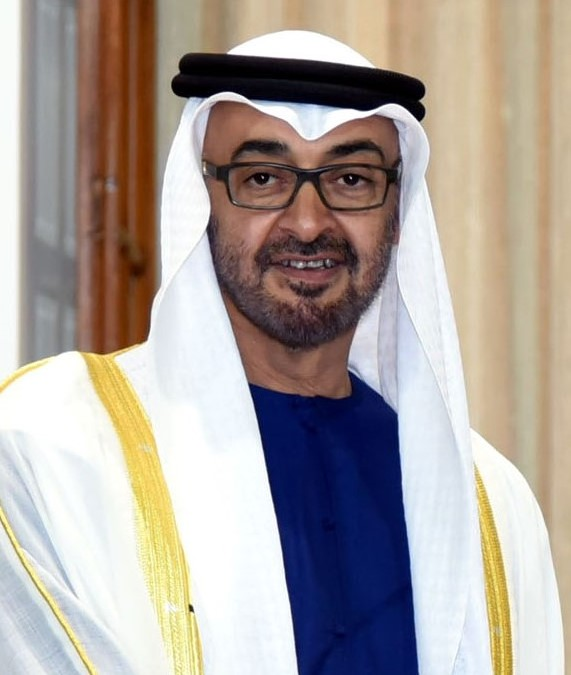
الإمارات العربية المتحدة صاحب السمو الشيخ محمد بن زايد آل نهيان ولي عهد أبوظبي نائب القائد الأعلى للقوات المسلحة
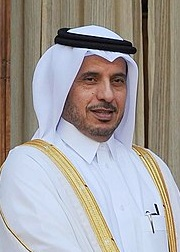
قطر معالي الشيخ عبدالله بن ناصر بن خليفة آل ثاني رئيس مجلس الوزراء وزير الداخلية
عُمان صاحب السمو السيد شهاب بن طارق آل سعيد مستشار جلالة السلطان
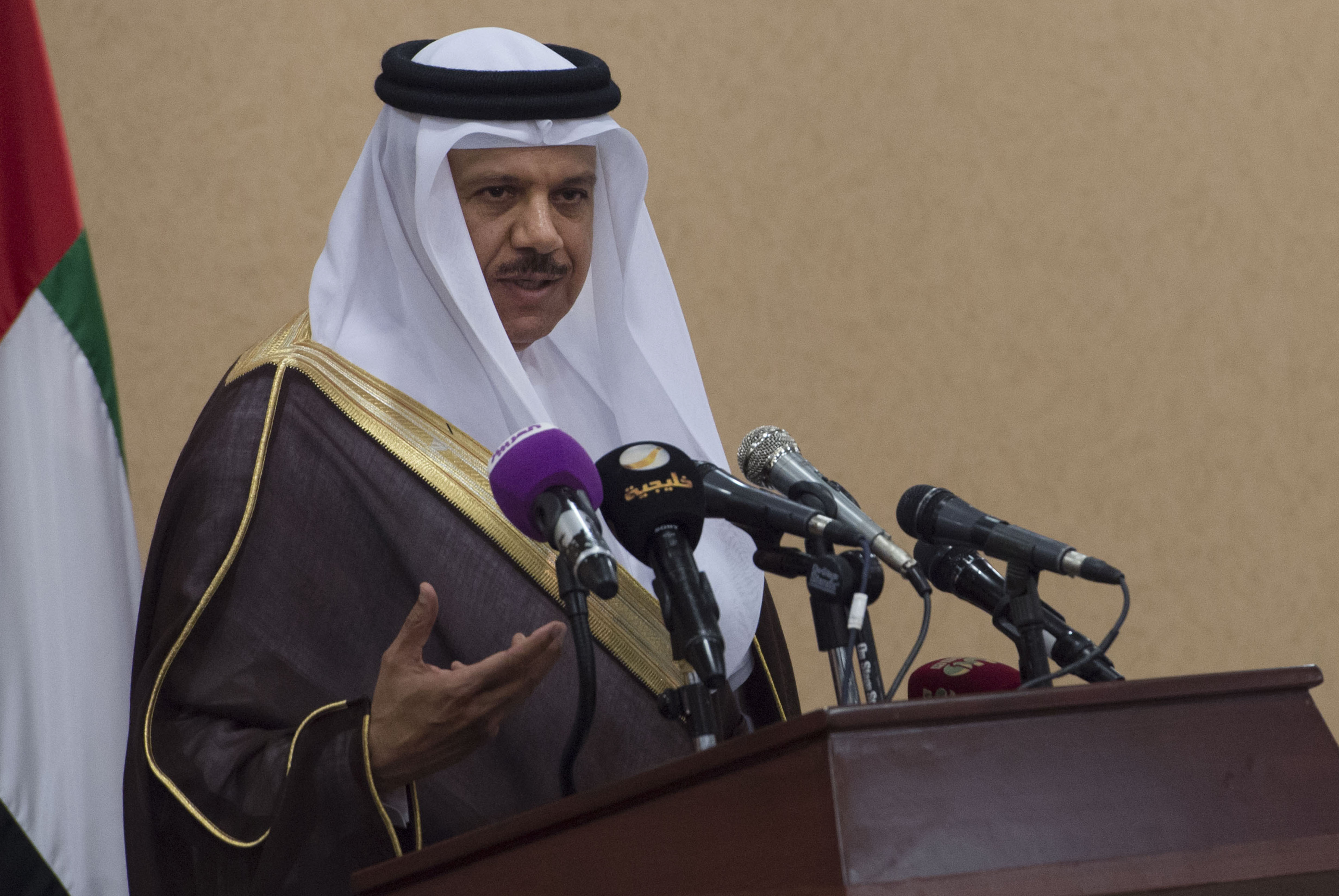
مجلس التعاون الخليجي: معالي الدكتور عبداللطيف بن راشد الزياني أمين عام مجلس التعاون لدول الخليج العربية

## أبرز النتائج
من أبرز نتائج هذه القمّة:
- إدانة الهجمات الحوثية الإرهابية باستخدام طائرات مسيرة مفخخة استهدفت محطتي ضخ نفط في محافظتي الدوادمي وعفيف بمنطقة الرياض بالمملكة العربية السعودية.
- إدانة إطلاق الصواريخ الباليستية من قبل الميليشيات الحوثية والتي بلغ عددها أكثر من 225 صاروخاً باتجاه السعودية، ومنها ما استهدف مكة المكرمة، وأكثر من 155 طائرة مسيرة بدون طيار.
- إدانة تعرض أربع سفن تجارية مدنية لعمليات تخريبية في المياه الإقليمية للإمارات العربية المتحدة، والتي طالت ناقلة نفط إماراتية وناقلتي نفط سعوديتين وأخرى نرويجية.
- التأكيد على قوة وتماسك ومنعة مجلس التعاون، ووحدة الصف بين أعضائه، لمواجهة هذه التهديدات.
- استعراض السياسة الدفاعية لمجلس التعاون لدول الخليج العربية القائمة على مبدأ الأمن الجماعي المتكامل والمتكافل لغرض الدفاع عن كيان ومقومات ومصالح دوله وأراضيها وأجوائها ومياهها الإقليمية.[4]